# Druskininkai (gemeente)
Druskininkai is een van de 60 Litouwse gemeenten, in het district Alytus.
De hoofdplaats is de gelijknamige stad Druskininkai. De gemeente telt 25.500 inwoners op een oppervlakte van 454 km².

## Plaatsen in de gemeente
Plaatsen met inwonertal (2001):
- Druskininkai – 18233
- Viečiūnai – 1786
- Leipalingis – 1736
- Neravai – 782
- Gailiūnai – 404
- Švendubrė – 281
- Ricieliai – 217
- Jovaišiai – 167
- Grūtas – 143
- Jaskonys – 131